# 18 Batalion Saperów (1939)

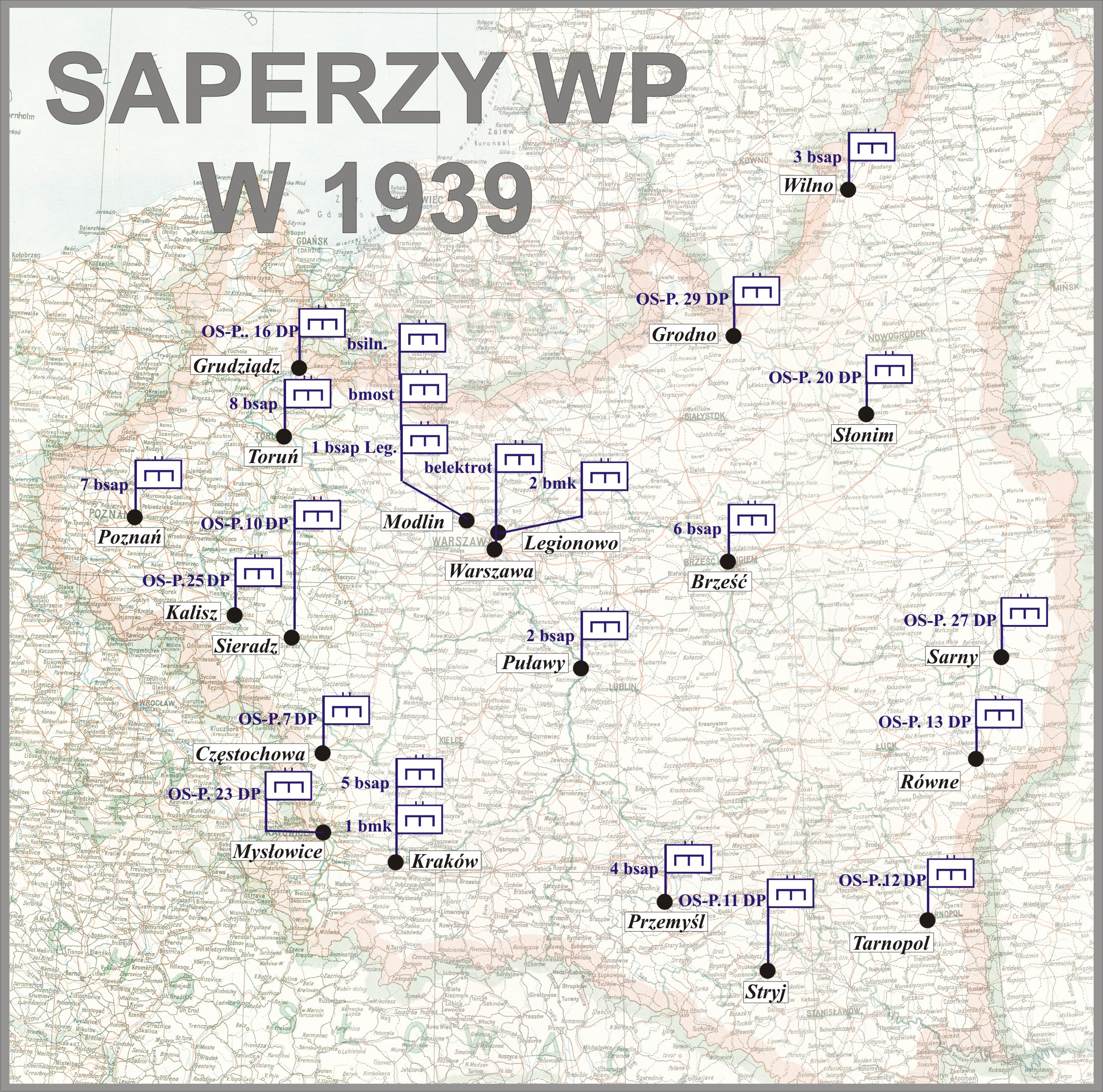
Jednostki saperskie WP w 1939

18 batalion saperów (18 bsap) – oddział saperów Wojska Polskiego II RP.
Batalion nie występował w pokojowej organizacji wojska. 17 kwietnia 1939 Ośrodek Sapersko-Pionierski 18 DP w Łomży rozpoczął formowanie jednostki batalionu saperów dla 18 Dywizji Piechoty.

## Ośrodek Sapersko-Pionierski 18 DP
Ośrodek Sapersko-Pionierski 18 DP powstał 22 maja 1937. Pod względem wyszkolenia podlegał dowódcy 3 Grupy Saperów w Warszawie. Zakwaterowany został w obiektach przy Alei Legionów w Łomży. Na terenie ośrodka zmagazynowano sprzęt saperski, wozy konne typu LKS przeznaczone między innymi do przewozu parku LMPD oraz pojazdy samochodowe które miały znaleźć się na stanie mobilizowanego batalionu saperów. Przewidywano też pokrycie zapotrzebowania pojazdami znajdującymi się w składnicach oraz cywilnymi pochodzącymi z rekwizycji. W 1939 zmagazynowano materiały przeznaczone do budowy fortyfikacji w rejonie Łomży, Piątnicy i Nowogrodu.
Organizacja i obsada personalna ośrodka w marcu 1939 roku
- dowódca ośrodka – mjr Stefan Mustafa Hurko-Romeyko
- adiutant – por. Edmund Romanowski[b]
- oficer materiałowy – kpt. Julian Parol
- oficer mobilizacyjny – por. Edmund Romanowski
- dowódca kompanii saperów – kpt. dypl. Felicjan Ludwik Majorkiewicz
- dowódca plutonu – por. Wincenty Wilamowski
- dowódca plutonu – por. Jan Cymkowski
- dowódca plutonu specjalnego – kpt. Eugeniusz Władysław Konopski

31 sierpnia 1939 batalion był zakwaterowany w Szczepankowie (dowództwo, pluton chemiczny), Łomży (1. i 3. kompania), Nowogrodzie (2. kompania) oraz w Zagrobach (kolumna saperska i drużyna przeprawowa pionierów piechoty nr 18).

## 18 batalion saperów
Obsada etatowa we wrześniu 1939
Dowództwo batalionu
dowódca – mjr Kazimierz Mizerek
zastępca dowódcy – kpt. Józef Koleśnik †1943 obóz w Działdowie
- adiutant – por. Edmund Romanowski
- adiutant polowy – ppor. rez. inż. Zygmunt Sochoń[17][18][19]
- oficer gospodarczy – chor. Andrzej Stanclik
- oficer materiałowy – kpt. Julian Parol
- oficer żywnościowy – por. rez. Ludwik Karol Caspari[20][21]
- lekarz – sierż. pchor. rez. lek. Juliusz (Julian[22]) Jan Marian Rychard[23]
- 1 kompania saperów – kpt. Eugeniusz Władysław Konopski
- 2 kompania saperów – por. Wincenty Wilamowski[e] †20 IX 1939 Mosty[16]
  - dowódca 1 plutonu – ppor. rez. Stanisław Cern[25][26]
  - dowódca 2 plutonu – ppor. rez. Włoskowicz
  - dowódca 3 plutonu – ppor. rez. Piotr Tarasiewicz[f]
  - dowódca 4 plutonu – ppor. rez. Teodor Jaśkowski
- 3 zmotoryzowana kompania saperów – por. Jan Cymkowski
  - dowódca plutonu transportowego i zastępca dowódcy kompanii – ppor. rez. Konstanty Podoliński
  - dowódca plutonu minerskiego – ppor. rez. Wysocki
  - oficer techniczny – ppor. rez. Karol Jan Jakobielski[18]
  - majster warsztatowy – plut. Kaczkowski
- kolumna saperska – por. rez. Ludwik Grabowski[4][g] †1940 Katyń[27][28]
- pluton chemiczny – ppor. rez. Mieczysław Tumiłowicz